# 川津信號場
川津信號場（日语：／ Kawazu shingōjō */?）是位於福岡縣飯塚市川津，日本國有鐵道（國鐵）幸袋線的號誌站（廢站）。
此號誌站是位於本線與連接貨運車站伊岐須站的支線之分支點。在1930年（昭和5年）4月1日的《國有鐵道路稱名稱》中，支線的分支點從此號誌站變為幸袋站，使幸袋站至此號誌站之間的區間與本線與支線重疊區間。在支線廢除後7年的1969年（昭和44年），此號誌站才廢除。

## 歷史
- 1899年（明治32年）12月26日：九州鐵道開設伊岐須分岔點[1]。
- 1907年（明治40年）7月1日：九州鐵道被國有化（日语：鉄道国有法）[1]。
- 1913年（大正2年）11月25日：改名為川津聯絡所[1]。
- 1922年（大正11年）4月1日：改名為川津信號場[1]。
- 1962年（昭和37年）日期不詳：此號誌站被廢除[1][3]。

## 相鄰車站
日本國有鐵道（國鐵）
幸袋線
幸袋－（川津信號場）－新二瀨
幸袋線（貨物支線）
幸袋－（川津信號場）－（貨）伊岐須

## 注腳
1. 1 2 3 4 5 6 7  石野哲 (编). . JTB. 1998: 798-799. ISBN 978-4-533-02980-6 （日语）.
2. ↑  今尾惠介監修《日本鉄道旅行地図帳》12号 九州沖縄、新潮社、2009年、p.33
3. ↑  高山擴志編《旧国鉄・JR鉄道線廃止停車場一覧》1996年，86頁。